# 사나고치촌
사나고치촌(일본어: 佐那河内村)은 일본 도쿠시마현 북동부에 있는 묘도군의 촌이다. 도쿠시마현의 유일한 촌이기도 하다.

## 인접한 자치체
- 도쿠시마시
- 묘자이군 가미야마정
- 가쓰우라군 가미카쓰정, 가쓰우라정

## 역사
- 1889년 10월 1일 - 정촌제 시행으로 사나고치촌이 성립하였다.

## 교통

### 도로
- 국도 438호선
- 국도 439호선